# 韓國第2海軍陸戰師
第2海軍陸戰師（：／），別稱青龍部隊（청룡부대），是韓國海軍陸戰隊中的師級步兵單位，因曾參加越南戰爭而聞名（參戰當時為旅級部隊）。

## 歷史

### 創設
1965年6月1日，越南共和國（南越）總理阮高祺向韓國政府要求軍事援助，以抵抗北越的越南人民軍。韓國在國務會議之後同意派遣支援單位在7月2日赴越。8月13日後，韓國國會通過了派遣戰鬥部隊出兵越南的決議。
8月17日，韓國海軍陸戰隊將數個營級、連級與排級單位編入當時的第2陸戰團（2해병연대），使其擴大為第2陸戰旅（2해병여단）。在朴正熙政府的決定之下，第2海軍陸戰旅在1965年9月20日成立於浦項的陸戰隊新訓基地內。

### 越南戰爭
1965年9月青龍旅建成後，派遣官兵於10月3日從釜山港上船開赴越南，初期駐在金蘭灣基地，但在12月調至富安省首府綏和以對抗越南人民軍95團。
1966年8月，青龍旅移動至茱萊，在作戰上歸屬於美國海軍陸戰隊第3遠征軍。在韓美兩國的陸戰隊達成協議後，青龍部隊可以獲得支援作戰的航空機，且與當地美軍部隊享有相同的優先權。美陸戰隊亦從第1海空火協連派出一個小組，負責在韓國陸戰隊單位進出交戰區時提供空中掩護，且青龍旅在越南的每個連級步兵單位，均隨時駐有一支由2位美軍組成的火力控制小組。
赴越參戰初期，配有AK-47步槍的越共和北越正規軍，在裝備上優於仍在使用二戰時期武器（M1格蘭德步槍、M1卡賓槍等）的韓國海軍陸戰隊，但青龍旅隊員隨即被分配到M16步槍等比照美軍規格的武器。
青龍旅大部分的作戰絕大多數為營級或以下的行動，很少會參加旅級或師級的任務。進行鄉間及村莊搜索時，相較於美軍單位習慣先撤離所有居民，再進行一次性的徹底搜查，韓國陸戰隊員通常將搜索區內的聚落分為多個階段的仔細搜查，同時對當地居民進行任務所需的詢問。實施這種費週章且耗力的搜查方式，成效就是韓國部隊在武器繳獲方面的成績相當顯著，且大幅減少了越共在青龍旅駐屯區內的活動。為避免聘請的越南翻譯為北越、越共陣營的間諜而提供錯誤資訊，韓國陸戰隊軍人駐越之後亦快速學習了混合版的簡化越南語。也由於韓國部隊的戰場情報能力優於美軍部分野戰單位，在反敵作戰方面取得的成效，甚至使美軍指揮官認為韓國軍的戰術責任區（TAOR）較為安全。這點於1968年春節攻勢結束後繳獲的越共文獻中得到了進一步證實，越共在這些文獻中警告盟友除非局勢有利，否則應避免與青龍旅等韓國部隊交戰。
除作戰行動外，青龍旅也涉入了數起針對當地平民的虐殺事件，例如平泰屠殺（1966年10月9日）、豐一與豐二屠殺（1968年2月12日）及河美屠殺（1968年2月25日）等。
隨著1972年簽訂了巴黎和平協約，陸戰隊青龍旅等韓國駐越部隊亦計劃撤回。1973年之後，青龍旅撤出越南。

#### 重大行動
- 閃電行動（Operation Lightning，1965年11月8日－14日[4]），慶和省
- 傑佛遜作戰（Operation Jefferson，1966年1月1日－18日[2]），與南越陸軍第47團在富安省的聯合作戰，越共戰死391人。
- 飛虎作戰（Operation Flying Tiger，1966年1月上旬），越共戰死192人，韓國戰死11人[5]。
- 范布倫行動（Operation Van Buren，1966年1月19日－2月21日），一次與美軍第101空降師和南越軍於稻收季在富安省的聯合行動，越共戰死679人，韓國陣亡45人[2]。
- 費摩爾行動（Operation Filmore，1966年3月24日－7月21日），與美軍101空降師第1旅及南越軍47團在綏和附近的行動，導致越共戰死373人，韓國陣亡20人[2]。
- 隆史崔特行動（Operation Longstreet）， 一次在平定省和富安省附近的工程保障保障行動[4]
- 龍睛作戰（Operation Dragon Eye），1966年11月9日－27日），一次在廣義省進行的搜索與殲滅行動，154名越共戰死，韓國38人陣亡[2]
- 茶平戰鬥（1967年2月15日），發生於廣義省茶平村[6]，青龍旅11連在以寡敵眾的局勢下擊退越南人民軍（北越軍）第40營及第60營。越方246人陣亡，韓國15人陣亡、33人負傷[7]
- 龍火行動（英语：Operation Dragon Fire）（1967年9月5日－30日），於廣義省進行，越共戰死541人[8]。
- 無畏叛徒行動（Operation Daring Rebel，1969年5月1日－5日），一次與南越第2師及美軍在峴港以南24公里處一座堰洲島進行的搜索與殲滅任務，越共戰死4人[9]。
- 抗命奮起行動（Operation Defiant Stand，1969年9月7日）與美國第26海軍陸戰團（英语：26th Marine Regiment (United States)）1營進行的一次聯合兩棲行動，也是韓國海軍陸戰隊首次指導的兩棲突擊行動[4]。
- 黃耀101行動（Operation Hoang Dieu 101，1970年12月17日－1971年1月19日） ，與美軍第3陸戰遠征軍、南越軍第51團在廣南省進行的作戰，北越軍陣亡538人[4]
- 金龍2號行動（Operation Golden Dragon II，1971年1月4日－21日） 一次在廣南省進行的搜索與清除行動[10]。
- 黃耀103行動（Operation Hoang Dieu 103，1971年2月3日－3月10日日），與美軍第3陸戰遠征軍和南越第51團在廣南省的行動[4]

#### 相關數據
| 統計開始日    | 統計結束日    | 部署  | 部署       | 部署   | 戰役 | 戰役    | 戰役    | 陣亡 | 陣亡       | 陣亡  | 負傷 | 負傷       | 負傷  |
| 統計開始日    | 統計結束日    | 軍官  | 士官、士兵 | 總計   | 大   | 小      | 總計    | 軍官 | 士官、士兵 | 總計  | 軍官 | 士官、士兵 | 總計  |
| ------------- | ------------- | ----- | ---------- | ------ | ---- | ------- | ------- | ---- | ---------- | ----- | ---- | ---------- | ----- |
| 1965年10月9日 | 1972年2月24日 | 2,166 | 35,174     | 37,340 | 175  | 151,347 | 151,522 | 42   | 1,160      | 1,202 | 99   | 2,805      | 2,904 |

### 越戰結束至今
第2陸戰旅從越南調回韓國後，派駐在京畿道，負責西部前線及韓國首都圈的防務。1981年4月16日，增編為師級單位。
2011年7月4日，第2陸戰師駐江華島的海岸哨所內發生了槍擊事件，一名金姓上兵不堪被戰友排擠，取走K-2步槍和子彈至宿舍內開槍射擊、並在倉庫引爆手榴彈，造成4人死亡、自己與另一名士兵受傷。此事件使軍方高層對部隊中的虐兵現象展開調查。

## 戰鬥序列
| 旅時期 | 現況 |
| --- | --- |
| - 旅部 - 旅部連 - 軍事情報隊 - 勤務連 - 工兵連 - 醫務連 - 憲兵排 - 搜索排 - 第1陸戰營 - 第2陸戰營 - 第3陸戰營 - 第5陸戰營 - 第2野戰砲兵營 - 628野戰砲兵營（陸軍） - A砲隊 | - 師部 - 第1陸戰團 - 第5陸戰團 - 第8陸戰團 - 第2陸戰砲兵團 - 第2工兵營 - 第2兩棲突擊裝甲車營 - 第2搜索營 - 第2戰車營 - 第2支援營 |

## 歷任部隊長

### 旅長（1981年以前）
1. 李鳳出（이봉출，准將） : 1965年9月20日－1966年12月20日
2. 金然翔（김연상，准將） : 1966年12月21日－1968年8月4日
3. 李東湖（이동호，准將） : 1968年8月5日－1970年2月11日
4. 李東用（이동용，准將） : 1970年2月12日－1971年8月1日
5. 許泓（准將） : 1971年8月2日－？